# فيليب دوناتو
فيليب دوناتو (بالإنجليزية: Philip Donato)‏ هو ضابط شرطة ومدع وسياسي أسترالي، ولد في 1972 في أستراليا. حزبياً، نشط في Shooters, Fishers and Farmers Party ‏. في 2016 Orange state by-election ‏، انتخب عضو الجمعية التشريعية نيو ساوث ويلز عن دائرة Electoral district of Orange ‏ (12 نوفمبر 2016 – ).

## روابط خارجية
- فيليب دوناتو على موقع IMDb (الإنجليزية)